# (5956) D’Alembert
(5956) D’Alembert ist ein Asteroid des Hauptgürtels, der am 13. Februar 1988 vom belgischen Astronomen Eric Walter Elst am La-Silla-Observatorium (IAU-Code 809) der Europäischen Südsternwarte in Chile entdeckt wurde.
Der Himmelskörper wurde nach dem französischen Mathematiker, Physiker und Philosophen der Aufklärung Jean-Baptiste le Rond d’Alembert (1717–1783) benannt, der gemeinsam mit Denis Diderot der Herausgeber der Encyclopédie ou Dictionnaire raisonné des sciences, des arts et des métiers war und die mathematische Kontinuumsphysik begründete, zu der er wichtige Beiträge entwickelte.